# Liste der Städte in Oregon
Diese Liste enthält Städte (also Verwaltungseinheiten, keine Census-designated places) im US-Bundesstaat Oregon. 
| - Adams - Adrian - Albany - Arlington - Ashland - Astoria - Aurora - Baker - Bandon - Beaverton - Bend - Bethany - Boardman - Boring - Bradwood - Brookings - Brooks - Burlington - Burns - Canby - Cannon Beach - Carver - Cascade Locks - Cave Junction - Cedar Hills - Charleston - Chiloquin - Coburg - Coos Bay - Corlenius - Cornelius Pass - Corvallis - Dallas - Damascus - Dayton - Durham - Estacada - Eugene - Fairview - Forest Grove - Gardiner - Garibaldi | - Gladstone - Gold Beach - Grants Pass - Gresham - Guilds Lake - Halsey - Hammond - Happy Valley - Hermiston - Hillsboro - Hood River - Hubbard - Independence - Johnson City - Kellogg - Kenton - King City - Klamath Falls - La Grande - Lake Oswego - Lakeview - Lebanon - Madison-Madras apt - Malin - Maywood Park - McCrocken - McMinnville - McNary - Medford - Metzger - Milton-Freewater - Milwaukie - Molalla - Myrtle Point - Newberg - Newport - North Bend - North Plains - Oak Grove - Oakridge - Ontario - Oregon City - Pacific City | - Parkrose - Pendleton - Portland - Prineville - Prospect - Rainier - Redmond-Bend apt - Reedsport - Riddle - Rockwood - Rome - Roseburg - Salem - Sandy - Scapoose - Scholls - Sheridan - Sherwood - Shorewood - Springfield - St. Helens - Stayton - Sublimity - Sunriver - Sutherlin - Sweet Home - The Dalles - Tigard - Tillamook - Troutdale - Tualatin - Ukiah - Warrenton - Wauna - West Linn - West Union - Weston - White City - Wilsonville - Wood Village - Woodburn - Yamhill |